# Stånka

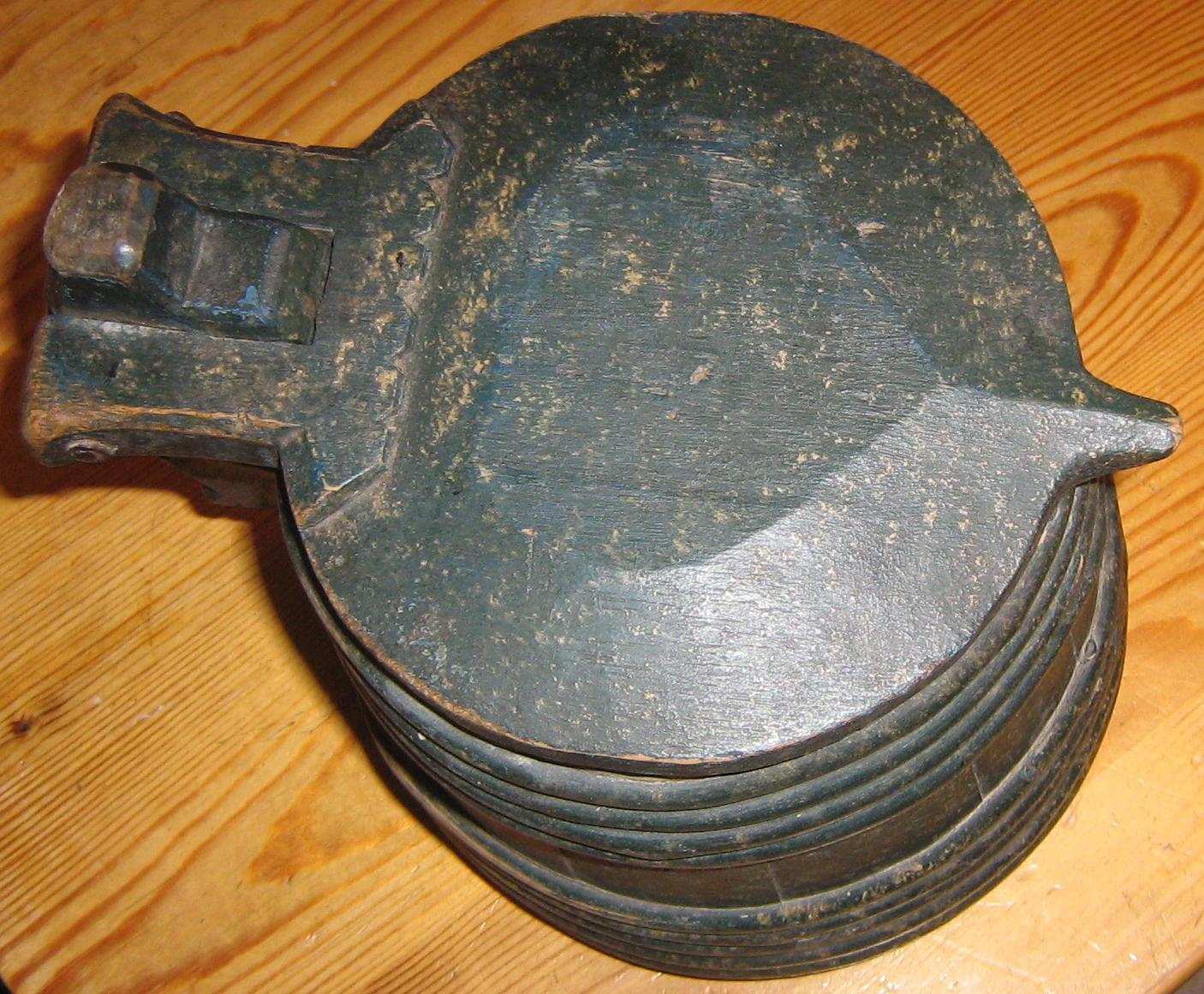
Stånka

Stånka är ett större dryckeskärl i trä eller metall, med hänkel och lock. Det används särskilt för öl.

## Historik
Stånkan har en bakgrund som medeltida kärl. "Stenneka" var en medeltida serveringskanna – det som i vissa dialekter ännu kallas stånda – ett kärl som står. De kan vara urholkade trädstammar eller laggade kar och tunnor. Stenneka och stånka är diminutivform och betyder "den lilla ståndan". De stånkor som omtalas under medeltiden var huvudsakligen träkärl. 
På senare tid har även dryckeskärl med handtag av olika slag kommit att kallas stånkor. Bland annat kan kronkåsor och andra kåsor benämnas stånkor. I allmänhet dock endast träkärl, motsvarande metallkärl kallas i allmänhet stop.
En pipstånka är en stånka med en pip, ofta i form av en urholkad gren.

## Varianter eller synonymer
- Sejdel
- Stop (dryckeskärl)